# Первая леди (фильм, 1953)
«Первая леди» (англ. The President's Lady) — американская историко-биографическая драма, режиссёра Генри Левина, вышедшая на экраны в 1953 году. Фильм снят по роману Ирвинга Стоуна «Первая леди, или Рейчел и Эндрю Джэксон». В главных ролях снялись Сьюзен Хэйворд и Чарлтон Хестон.

## Описание
В фильме показана история, охватывающая более 40 лет жизни седьмого президента США Эндрю Джексона, с ранних лет и дальнейшее восхождение по военной и политической лестнице, на фоне его знакомства, брака и взаимоотношений с супругой Рэйчел Донельсон, которая была обвинена конкурентами Джексона в полигамии, во время его предвыборной кампании.

## В ролях
- Сьюзен Хэйворд — Рэйчел Донельсон
- Чарлтон Хестон — Эндрю Джексон
- Джон Макинтайр — Джон Овертон
- Фэй Бэйнтер — миссис Донельсон
- Уитфилд Коннор — Льюис Робардс
- Карл Бец[англ.] — Чарльз Дикинсон
- Глэдис Хёрлбат — миссис Фарис
- Рут Аттавэй — Молл
- Чарльз Дингл[англ.] — капитан Ирвин
- Нина Варела — миссис «Пичблоссом» Старк
- Маргарет Вичерли — миссис Робардс

## Номинации на «Оскар»
Фильм был номинирован на премию «Оскар» в двух категориях: за лучшую работу художника в чёрно-белом фильме — Лайл Р. Уилер, Лелэнд Фуллер (постановщики), Пол С. Фокс (декоратор) и лучший дизайн костюмов в чёрно-белом фильме — Чарльз Ле Мэр и Рени, но наград не получил.

## Дополнительные материалы
- В 1958 году актёр Чарлтон Хестон вернулся к роли генерала Эндрю Джексона в фильме «Флибустьер[англ.]».